# Coniothyrium opuntiae
Coniothyrium opuntiae är en svampart som beskrevs av Voglino 1913. Coniothyrium opuntiae ingår i släktet Coniothyrium och familjen Leptosphaeriaceae.   Inga underarter finns listade i Catalogue of Life.